# Зелиг Харис
Зелиг Харис (на английски: Zellig Sabbettai Harris, р. 23 октомври 1909, Балта – п. 22 май 1992, Ню Йорк) е американски лингвист, професор и представител на второто поколение структуралисти.
Първоначално Зелиг е специалист в областта на семитските езици а по-късно има значителни приноси в областта на общата теория на езика, методологията, математическата лингвистика, анализът на дискурса и теория на информацията.
Най-известният негов ученик е Ноам Чомски.

## Избрана библиография
- 1936 – A Grammar of the Phoenician Language. Дисертация. American Oriental Series, 8.
- 1939 – Development of the Canaanite Dialects: An Investigation in Linguistic History. American Oriental Series, 16.
- 1946 – „From Morpheme to Utterance“. Language 22:3.161–183.
- 1951 – Methods in Structural Linguistics
- 1962 – String Analysis of Sentence Structure
- 1968 – Mathematical Structures of Language
- 1970 – Papers in Structural and Transformational Linguistics
- 1976 – Notes du Cours de Syntaxe ((fr))
- 1981 – Papers on Syntax
- 1982 – A Grammar of English on Mathematical Principles
- 1988 – Language and Information
- 1989 – The Form of Information in Science: Analysis of an immunology sublanguage
- 1991 – A Theory of Language and Information: A Mathematical Approach
- 1997 – The Transformation of Capitalist Society
- 2002 – „The background of transformational and metalanguage analysis.“ Въведение на The Legacy of Zellig Harris: Language and Information into the 21st Century: Vol. 1: Philosophy of science, syntax, and semantics, John Benjamins Publishing Company (CILT 228).